# Мова (хутор)
Мо́ва — хутор в Крымском районе Краснодарского края.
Входит в состав Мерчанского сельского поселения.

## Население
| 1999 | 2002 | 2010 |
| ---- | ---- | ---- |
| 186  | ↗191 | ↘168 |

## Улицы
На хуторе имеются две улицы: Лесная и Чапаева.